# Bastien Tronchon
Bastien Tronchon (ur. 29 marca 2002 w Chambéry) – francuski kolarz szosowy.

## Osiągnięcia
Opracowano na podstawie:
2020
- 2. miejsce w mistrzostwach Francji juniorów (start wspólny)

2021
- 1. miejsce w klasyfikacji górskiej Circuit des Ardennes

2022
- 1. miejsce na 3. etapie Vuelta a Burgos

## Rankingi
| Rok             | 2021  | 2022  | 2023  | 2024 |
| --------------- | ----- | ----- | ----- | ---- |
| World Ranking   | 1740. | 1211. | 1432. | 298. |
| UCI Europe Tour | 1198. | 848.  | -     | -    |
|                 |       |       |       |      |
| Źródło: UCI     |       |       |       |      |